# 361 Pułk Grenadierów Pancernych
361 Pułk Grenadierów Pancernych (niem. Panzer-Grenadier-Regiment 361) – niemiecki oddział wojskowy Afrika Korps podczas II wojny światowej
W poł. czerwca 1941 r. został sformowany 361 Pułk Piechoty "Afrika". Został on wzmocniony poprzez dołączenie Artillerie-Abteilung 361 "Afrika" i kompanii artylerii przeciwlotniczej z 613 Pułku Artylerii Plot. W skład pułku weszli w dużym stopniu Niemcy, którzy służyli wcześniej we francuskiej Legii Cudzoziemskiej w Afryce Północnej i na Bliskim Wschodzie, a następnie przez władze Francji Vichy zostali odesłani do Niemiec. Pułk składał się z trzech batalionów. Dwa utworzono z b. legionistów, zaś trzeci z żołnierzy z różnych dywizji piechoty. Dowódcą został ppłk Hans-Lewin von Barby. W listopadzie 1941 r. pułk w składzie Dywizji do Zadań Specjalnych "Afrika" (wkrótce przemianowanej na 90 Dywizję Lekką "Afrika") gen. Maxa Sümmermanna przybył drogą morską do Afryki Północnej. Na pocz. kwietnia 1942 r. jednostkę przemianowano na 361 Lekki Pułk Piechoty "Afrika". Pod koniec czerwca przydzielono do niego 11 Kompanię Dział Samobieżnych. Od 22 do 27 lipca tego roku jednostka występowała krótko jako 361 Pułk Ochrony, zaś od 27 lipca jako 361 Pułk Grenadierów Pancernych. Pułk brał udział w natarciu na Tobruk pod koniec listopada 1941 r., a następnie walczył pod Sidi Rezegh. W 1942 r. uczestniczył w walkach pod Gazalą, Derną, Bir Hakeim i El-Alamein, ponosząc duże straty. Następnie pułk wraz z pozostałymi oddziałami dywizji wycofywał się do Tunezji, gdzie skapitulował przed wojskami alianckimi w poł. maja 1943 r.